# Brett Eldredge
MBrett Ryan Eldredge  (Paris, Illinois, 23 de marzo de 1986), más conocido como Brett Eldredge es un cantante, compositor y productor estadounidense de música country, firmado en Warner Music Group. Eldredge ha tenido cinco N° 1 en el listado Country Airplay de Billboard, tres de los cuales se desprenden de su álbum de estudio debut, Bring You Back: "Don't Ya", "Beat of the Music" y "Mean to Me".

## Primeros años
Eldredge nació el 23 de marzo de 1986 en París, Illinois, hijo de Robin Beth (de soltera Vonderlage) y Christopher "Chris" Eldredge. Tiene un hermano mayor, Brice. Estudió en Elmhurst College en Elmhurst, Illinois. Su primo, Terry Eldredge, es un exmiembro de The Grascals.

## Discografía
- 2013: Bring You Back
- 2015: Illinois
- 2016: Glow
- 2017: Brett Eldredge
- 2020: Sunday Drive
- 2021: Mr. Christmas
- 2022: Songs About You